# Alloniscus thalassophilus
Alloniscus thalassophilus là một loài chân đều trong họ Alloniscidae. Loài này được miêu tả khoa học năm 1964 bởi Rioja.